# Wesley Pentz/Diskografie
Diese Diskografie ist eine Übersicht über die musikalischen Werke des US-amerikanischen DJs und Produzenten Wesley Pentz und seines Pseudonyms Diplo. Den Quellenangaben und Schallplattenauszeichnungen zufolge hat er bisher mehr als 77,5 Millionen Tonträger verkauft, davon alleine in seiner Heimat über 54,6 Millionen. Seine erfolgreichste Veröffentlichung ist die Single Where Are Ü Now mit über 9,5 Millionen verkauften Einheiten.

## Alben

### Studioalben
| Jahr      | Titel Musiklabel                                                       | Höchstplatzierung, Gesamtwochen, AuszeichnungChartplatzierungen (Jahr, Titel, Musiklabel, Platzierungen, Wochen, Auszeichnungen, Anmerkungen) | Höchstplatzierung, Gesamtwochen, AuszeichnungChartplatzierungen (Jahr, Titel, Musiklabel, Platzierungen, Wochen, Auszeichnungen, Anmerkungen) | Höchstplatzierung, Gesamtwochen, AuszeichnungChartplatzierungen (Jahr, Titel, Musiklabel, Platzierungen, Wochen, Auszeichnungen, Anmerkungen) | Höchstplatzierung, Gesamtwochen, AuszeichnungChartplatzierungen (Jahr, Titel, Musiklabel, Platzierungen, Wochen, Auszeichnungen, Anmerkungen) | Höchstplatzierung, Gesamtwochen, AuszeichnungChartplatzierungen (Jahr, Titel, Musiklabel, Platzierungen, Wochen, Auszeichnungen, Anmerkungen) | Anmerkungen                                                       |
| Jahr      | Titel Musiklabel                                                       | DE | AT | CH | UK | US | Anmerkungen                                                       |
| --------- | ---------------------------------------------------------------------- | --- | --- | --- | --- | --- | ----------------------------------------------------------------- |
| als Diplo |                                                                        | | | | | |                                                                   |
|           |                                                                        | | | | | |                                                                   |
| 2002      | Sound and Fury Selbstverlag                                            | — | — | — | — | — | Erstveröffentlichung: 2002 nicht mehr erhältlich                  |
| 2004      | Florida Big Dada Recordings                                            | — | — | — | — | — | Erstveröffentlichung: 21. September 2004                          |
| 2012      | Express Yourself Mad Decent                                            | — | — | — | — | US197 (1 Wo.)US | Erstveröffentlichung: 12. Juni 2012 teils auch als EP beschrieben |
| 2014      | Random White Dude Be Everywhere Mad Decent (Because Music)             | — | — | — | — | US155 (1 Wo.)US | Erstveröffentlichung: 29. Juli 2014                               |
| 2020      | Diplo Presents Thomas Wesley, Chapter 1: Snake Oil Mad Decent (SME)    | — | — | — | — | US50 Platin · (25 Wo.)US | Erstveröffentlichung: 29. Mai 2020 Verkäufe: + 1.087.500          |
| 2020      | MMXX Higher Ground                                                     | — | — | — | — | — | Erstveröffentlichung: 4. September 2020                           |
| 2022      | Diplo Mad Decent (SME)                                                 | — | — | — | — | — | Erstveröffentlichung: 4. März 2022                                |
| 2023      | Diplo Presents Thomas Wesley, Chapter 2: Swamp Savant Mad Decent (SME) | — | — | — | — | — | Erstveröffentlichung: 28. Juli 2023                               |

### Gemeinschaftsalben
| Jahr      | Titel Musiklabel                                              | Höchstplatzierung, Gesamtwochen, AuszeichnungChartplatzierungen (Jahr, Titel, Musiklabel, Platzierungen, Wochen, Auszeichnungen, Anmerkungen) | Höchstplatzierung, Gesamtwochen, AuszeichnungChartplatzierungen (Jahr, Titel, Musiklabel, Platzierungen, Wochen, Auszeichnungen, Anmerkungen) | Höchstplatzierung, Gesamtwochen, AuszeichnungChartplatzierungen (Jahr, Titel, Musiklabel, Platzierungen, Wochen, Auszeichnungen, Anmerkungen) | Höchstplatzierung, Gesamtwochen, AuszeichnungChartplatzierungen (Jahr, Titel, Musiklabel, Platzierungen, Wochen, Auszeichnungen, Anmerkungen) | Höchstplatzierung, Gesamtwochen, AuszeichnungChartplatzierungen (Jahr, Titel, Musiklabel, Platzierungen, Wochen, Auszeichnungen, Anmerkungen) | Anmerkungen                                                                           |
| Jahr      | Titel Musiklabel                                              | DE | AT | CH | UK | US | Anmerkungen                                                                           |
| --------- | ------------------------------------------------------------- | --- | --- | --- | --- | --- | ------------------------------------------------------------------------------------- |
| als Diplo |                                                               | | | | | |                                                                                       |
|           |                                                               | | | | | |                                                                                       |
| 2015      | Skrillex & Diplo Present Jack Ü Atlantic Records • Mad Decent | — | — | — | — | US26 Platin · (45 Wo.)US | Erstveröffentlichung: 27. Februar 2015 Verkäufe: + 1.097.500; mit Skrillex als Jack Ü |
| 2019      | Labrinth, Sia & Diplo Present… LSD Columbia Records           | DE49 (2 Wo.)DE | AT29 (3 Wo.)AT | CH24 (4 Wo.)CH | UK44 (1 Wo.)UK | US70 (1 Wo.)US | Erstveröffentlichung: 12. April 2019 Verkäufe: + 152.500; mit Labrinth & Sia als LSD  |

### Mixtapes
- 2003: AEIOU
- 2004: Favela On Blast – Rio Baile Funk 04
- 2004: AEIOU Pt. 2 Making Music Your Own (mit Tripledouble)
- 2004: Piracy Funds Terrorism (mit M.I.A.)
- 2004: Favela on Blast
- 2004: Enigma
- 2005: Favela Strikes Back
- 2005: FabricLive.24 (Mix-CD, für die Londoner Clubs Fabric)
- 2006: Mad Decent Radio, Vol. 1
- 2007: I Like Turtles
- 2008: Top Ranking: A Diplo Dub (mit Santigold)
- 2008: Benzi & Diplo Present: Paper Route Gangstaz: Fear And Loathing In Hunts Vegas
- 2009: 2009 Rewind (Mixmag Jan 2010 Cover CD)
- 2009: Decent Work for Decent Pay
- 2010: Diplo Presents: Free Gucci (Best of The Cold War Mixtapes)
- 2010: Blow Your Head – Diplo Presents: Dubstep
- 2010: Benzi & Diplo Present: Mansions on the Moon: Paradise Falls
- 2011: Riddimentary: Diplo Selects Greensleeves
- 2012: #SwayInTheMorning Mix
- 2012: Diplo – got stoned and mixed really old records for half an hour
- 2015: F1ORIDA
- 2019: Europa

### EPs
| Jahr      | Titel Musiklabel                         | Höchstplatzierung, Gesamtwochen, AuszeichnungChartplatzierungen (Jahr, Titel, Musiklabel, Platzierungen, Wochen, Auszeichnungen, Anmerkungen) | Höchstplatzierung, Gesamtwochen, AuszeichnungChartplatzierungen (Jahr, Titel, Musiklabel, Platzierungen, Wochen, Auszeichnungen, Anmerkungen) | Höchstplatzierung, Gesamtwochen, AuszeichnungChartplatzierungen (Jahr, Titel, Musiklabel, Platzierungen, Wochen, Auszeichnungen, Anmerkungen) | Höchstplatzierung, Gesamtwochen, AuszeichnungChartplatzierungen (Jahr, Titel, Musiklabel, Platzierungen, Wochen, Auszeichnungen, Anmerkungen) | Höchstplatzierung, Gesamtwochen, AuszeichnungChartplatzierungen (Jahr, Titel, Musiklabel, Platzierungen, Wochen, Auszeichnungen, Anmerkungen) | Anmerkungen                                               |
| Jahr      | Titel Musiklabel                         | DE | AT | CH | UK | US | Anmerkungen                                               |
| --------- | ---------------------------------------- | --- | --- | --- | --- | --- | --------------------------------------------------------- |
| als Diplo |                                          | | | | | |                                                           |
|           |                                          | | | | | |                                                           |
| 2013      | Revolution Mad Decent (Because Music)    | — | — | — | — | US68 Gold · (1 Wo.)US | Erstveröffentlichung: 7. Oktober 2013 Verkäufe: + 500.000 |
| 2018      | California Mad Decent (Because Music)    | — | — | — | — | US62 (3 Wo.)US | Erstveröffentlichung: 23. März 2018                       |
| 2019      | Higher Ground Mad Decent (Because Music) | — | — | — | — | — | Erstveröffentlichung: 2. Mai 2019                         |
| 2021      | Do You Dance? Higher Ground              | — | — | — | — | — | Erstveröffentlichung: 12. März 2021                       |

## Singles

### Als Leadmusiker
| Jahr           | Titel Album                                                                  | Höchstplatzierung, Gesamtwochen, AuszeichnungChartplatzierungen (Jahr, Titel, Album, Platzierungen, Wochen, Auszeichnungen, Anmerkungen) | Höchstplatzierung, Gesamtwochen, AuszeichnungChartplatzierungen (Jahr, Titel, Album, Platzierungen, Wochen, Auszeichnungen, Anmerkungen) | Höchstplatzierung, Gesamtwochen, AuszeichnungChartplatzierungen (Jahr, Titel, Album, Platzierungen, Wochen, Auszeichnungen, Anmerkungen) | Höchstplatzierung, Gesamtwochen, AuszeichnungChartplatzierungen (Jahr, Titel, Album, Platzierungen, Wochen, Auszeichnungen, Anmerkungen) | Höchstplatzierung, Gesamtwochen, AuszeichnungChartplatzierungen (Jahr, Titel, Album, Platzierungen, Wochen, Auszeichnungen, Anmerkungen) | Anmerkungen                                                                                              |
| Jahr           | Titel Album                                                                  | DE | AT | CH | UK | US | Anmerkungen                                                                                              |
| -------------- | ---------------------------------------------------------------------------- | --- | --- | --- | --- | --- | --- |
| als Diplodocus |                                                                              | | | | | | |
|                |                                                                              | | | | | | |
| 2003           | Newsflash –                                                                  | — | — | — | — | — | Erstveröffentlichung: 26. August 2003                                                                    |
| 2003           | Thingamajawn –                                                               | — | — | — | — | — | Erstveröffentlichung: Herbst 2003                                                                        |
| 2003           | Epistemology Suite –                                                         | — | — | — | — | — | Erstveröffentlichung: 17. November 2003                                                                  |
| als Diplo      |                                                                              | | | | | | |
|                |                                                                              | | | | | | |
| 2004           | Diplo Rhythm –                                                               | — | — | — | — | — | Erstveröffentlichung: September 2004 enthält ebenfalls frühere Releases                                  |
| 2008           | Blow Your Head Blow Your Head – Diplo Presents: Dubstep                      | — | — | — | — | — | Erstveröffentlichung: 4. November 2008                                                                   |
| 2009           | Hey! –                                                                       | — | — | — | — | — | Erstveröffentlichung: 14. Juli 2009 mit Laidback Luke                                                    |
| 2009           | El tigeraso –                                                                | — | — | — | — | — | Erstveröffentlichung: 25. August 2009 mit Maluca                                                         |
| 2010           | Make You Pop –                                                               | — | — | — | — | — | Erstveröffentlichung: 6. September 2010 vs. Don Diablo                                                   |
| 2011           | C’mon (Catch ’Em By Surprise) –                                              | DE68 (3 Wo.)DE | — | CH68 (2 Wo.)CH | UK13 Silber · (15 Wo.)UK | — | Erstveröffentlichung: 10. Januar 2011 Verkäufe: + 200.000; vs. Tiësto feat. Busta Rhymes                 |
| 2011           | Pick Your Poison –                                                           | — | — | — | — | — | Erstveröffentlichung: 20. Dezember 2011 mit Datsik & Kay                                                 |
| 2012           | Express Yourself                                                             | — | — | — | — | — | Erstveröffentlichung: 13. März 2012 feat. Nicky Da B                                                     |
| 2012           | Rasclat Riddim –                                                             | — | — | — | — | — | Erstveröffentlichung: 15. März 2012 feat. Vato Gonzalez                                                  |
| 2012           | About That Life –                                                            | — | — | — | — | — | Erstveröffentlichung: 19. September 2012 feat. Jahan Lennon                                              |
| 2013           | Booty Drop –                                                                 | — | — | — | — | — | Erstveröffentlichung: 15. April 2013 mit TAI                                                             |
| 2013           | P.O.V. 2.0 –                                                                 | — | — | — | — | — | Erstveröffentlichung: 4. Juni 2013 The Partysquad & The Death Set feat. Diplo                            |
| 2013           | Earthquake –                                                                 | — | — | — | UK4 Silber · (11 Wo.)UK | — | Erstveröffentlichung: 18. August 2013 Verkäufe: + 200.000; vs. DJ Fresh feat. Dominique Young Unique     |
| 2013           | Elastic Heart Die Tribute von Panem – Catching Fire (O.S.T.)                 | — | — | CH12 (31 Wo.)CH | UK10 (38 Wo.)UK | — | Erstveröffentlichung: 1. Oktober 2013 mit Sia feat. The Weeknd; Charteinstieg: 2015                      |
| 2013           | Boy Oh Boy Random White Dude Be Everywhere                                   | — | — | — | UK52 (2 Wo.)UK | — | Erstveröffentlichung: 7. Oktober 2013 mit GTA                                                            |
| 2014           | Freak –                                                                      | — | — | — | — | — | Erstveröffentlichung: 18. April 2014 mit Steve Aoki & Deorro feat. Steve Bays                            |
| 2014           | Eparrei –                                                                    | — | — | — | — | — | Erstveröffentlichung: 19. Mai 2014 mit Dimitri Vegas & Like Mike & Fatboy Slim feat. Bonde Do Rolê & Pin |
| 2014           | Techno Random White Dude Be Everywhere                                       | — | — | — | — | — | Erstveröffentlichung: 22. Juli 2014 mit Yellow Claw, LNY-TNZ, Waka Flocka Flame                          |
| 2014           | Take Ü There Skrillex and Diplo Present Jack Ü                               | — | — | — | UK63 (1 Wo.)UK | US— PlatinUS | Erstveröffentlichung: 17. September 2014 Verkäufe: + 1.007.500; mit Skrillex als Jack Ü feat. Kiesza     |
| 2015           | Where Are Ü Now Skrillex and Diplo Present Jack Ü                            | DE33 Gold · (46 Wo.)DE | AT29 (31 Wo.)AT | CH28 Gold · (34 Wo.)CH | UK3 ×2Doppelplatin · (56 Wo.)UK | US8 ×6Sechsfachplatin · (45 Wo.)US | Erstveröffentlichung: 27. Februar 2015 Verkäufe: 9.588.333; als Jack Ü feat. Justin Bieber               |
| 2015           | Be Right There –                                                             | DE69 (11 Wo.)DE | — | — | UK8 Platin · (30 Wo.)UK | US— GoldUS | Erstveröffentlichung: 28. August 2015 Verkäufe: 100.000; mit Sleepy Tom                                  |
| 2016           | Hey Baby –                                                                   | DE65 (7 Wo.)DE | — | — | — | — | Erstveröffentlichung: 28. Oktober 2016 Dimitri Vegas & Like Mike vs. Diplo feat. Deb’s Daughter          |
| 2016           | Bang Bang –                                                                  | — | — | — | — | — | Erstveröffentlichung: 9. Dezember 2016 vs. DJ Fresh feat. R. City, Selah Sue & Craig David               |
| 2017           | Waist Time –                                                                 | — | — | — | — | — | Erstveröffentlichung: 13. Januar 2017 mit Autoerotique                                                   |
| 2017           | Get It Right Major Lazer Presents: Give Me Future                            | — | — | — | — | — | Erstveröffentlichung: 15. November 2017 Verkäufe: 30.000; feat. MØ                                       |
| 2018           | Look Back California                                                         | — | — | — | — | — | Erstveröffentlichung: 16. Februar 2018 feat. D.R.A.M.                                                    |
| 2018           | Worry No More California                                                     | — | — | — | — | — | Erstveröffentlichung: 2. März 2018 feat. Lil Yachty & Santigold                                          |
| 2018           | Wish California                                                              | — | — | — | — | US— PlatinUS | Erstveröffentlichung: 23. März 2018 Verkäufe: 1.000.000; feat. Trippie Redd                              |
| 2018           | Genius Labrinth, Sia & Diplo Present… LSD                                    | DE79 (1 Wo.)DE | AT66 Gold · (3 Wo.)AT | CH84 (1 Wo.)CH | UK72 Silber · (2 Wo.)UK | US— PlatinUS | Erstveröffentlichung: 3. Mai 2018 Verkäufe: 1.590.000; mit Labrinth & Sia als LSD                        |
| 2018           | Audio Labrinth, Sia & Diplo Present… LSD                                     | — | — | CH75 (10 Wo.)CH | — | — | Erstveröffentlichung: 10. Mai 2018 Verkäufe: 905.000; als LSD                                            |
| 2018           | Stay Open –                                                                  | — | — | — | — | — | Erstveröffentlichung: 11. Mai 2018 feat. MØ                                                              |
| 2018           | Welcome to the Party Deadpool 2 OST                                          | — | — | — | UK— SilberUK | US78 Platin · (4 Wo.)US | Erstveröffentlichung: 15. Mai 2018 Verkäufe: 1.295.000; mit French Montana & Lil Pump feat. Zhavia Ward  |
| 2018           | Only Can Get Better –                                                        | — | — | — | — | — | Erstveröffentlichung: 25. Mai 2018 mit Mark Ronson als Silk City feat. Daniel Merriweather               |
| 2018           | Feel About You –                                                             | — | — | — | — | — | Erstveröffentlichung: 20. Juli 2018 mit Mark Ronson als Silk City feat. Mapei                            |
| 2018           | Thunderclouds Labrinth, Sia & Diplo Present… LSD                             | DE56 Gold · (13 Wo.)DE | AT35 Platin · (18 Wo.)AT | CH38 Gold · (21 Wo.)CH | UK17 Gold · (11 Wo.)UK | US67 Gold · (5 Wo.)US | Erstveröffentlichung: 9. August 2018 Verkäufe: 1.938.333; als LSD                                        |
| 2018           | Electricity –                                                                | DE64 (7 Wo.)DE | AT61 (3 Wo.)AT | CH46 (6 Wo.)CH | UK4 Platin · (20 Wo.)UK | US62 Platin · (10 Wo.)US | Erstveröffentlichung: 6. September 2018 Verkäufe: 2.250.000; mit Mark Ronson als Silk City mit Dua Lipa  |
| 2018           | Mountains Labrinth, Sia & Diplo Present… LSD                                 | — | — | — | — | — | Erstveröffentlichung: 2. November 2018 als LSD                                                           |
| 2019           | Boom Bye Bye Europa                                                          | — | — | — | — | — | Erstveröffentlichung: 25. Januar 2019 Verkäufe: 100.000; feat. Niska                                     |
| 2019           | New Shapes –                                                                 | — | — | — | — | — | Erstveröffentlichung: 8. Februar 2019 feat. Octavian                                                     |
| 2019           | Dip raar Europa                                                              | — | — | — | — | — | Erstveröffentlichung: 22. Februar 2019 mit Bizzey & Ramiks                                               |
| 2019           | No New Friends Labrinth, Sia & Diplo Present… LSD                            | — | — | — | — | — | Erstveröffentlichung: 15. März 2019 Verkäufe: 40.000; als LSD                                            |
| 2019           | Hold You Tight Higher Ground                                                 | — | — | — | — | — | Erstveröffentlichung: 29. März 2019                                                                      |
| 2019           | Heaven Can Wait Labrinth, Sia & Diplo Present… LSD                           | — | — | — | — | — | Erstveröffentlichung: 12. April 2019 als LSD                                                             |
| 2019           | So Long Diplo Presents Thomas Wesley, Chapter 1: Snake Oil                   | — | — | — | — | — | Erstveröffentlichung: 16. August 2019 feat. Cam                                                          |
| 2019           | Win Win Higher Ground                                                        | — | — | — | — | — | Erstveröffentlichung: 3. Mai 2019 feat. Tove Lo                                                          |
| 2019           | Give Dem Higher Ground                                                       | — | — | — | — | — | Erstveröffentlichung: 3. Mai 2019 mit Blond:ish feat. Kah-Lo                                             |
| 2019           | Spicy –                                                                      | — | — | — | — | — | Erstveröffentlichung: 31. Mai 2019 mit Herve Pagez feat. Charli xcx                                      |
| 2019           | Heartless Diplo Presents Thomas Wesley, Chapter 1: Snake Oil                 | — | — | — | UK— SilberUK | US39 ×7Siebenfachplatin · (21 Wo.)US | Erstveröffentlichung: 16. August 2019 Verkäufe: 7.840.000; feat. Morgan Wallen                           |
| 2019           | Lonely Diplo Presents Thomas Wesley, Chapter 1: Snake Oil                    | — | — | — | UK89 (4 Wo.)UK | US— GoldUS | Erstveröffentlichung: 27. September 2019 Verkäufe: 650.000; feat. Jonas Brothers                         |
| 2019           | On My Mind Diplo                                                             | — | AT— GoldAT | — | UK57 Gold · (8 Wo.)UK | US— GoldUS | Erstveröffentlichung: 13. Dezember 2019 Verkäufe: 1.140.000; mit Sidepiece                               |
| 2020           | Love to the World Do You Dance?                                              | — | — | — | — | — | Erstveröffentlichung: 10. April 2020 mit Wax Motif                                                       |
| 2020           | Do Si Do Diplo pres. Thomas Wesley, Chapter 1: Snake Oil                     | — | — | — | — | — | Erstveröffentlichung: 17. April 2020 mit Blanco Brown                                                    |
| 2020           | Looking for Me Diplo                                                         | — | — | — | UK4 ×2Doppelplatin · (35 Wo.)UK | — | Erstveröffentlichung: 5. Juni 2020 Verkäufe: 1.270.000; mit & Paul Woolford feat. Kareen Lomax           |
| 2020           | Daylight –                                                                   | — | — | — | — | US— GoldUS | Erstveröffentlichung: 6. August 2020 Verkäufe: 500.000; mit Joji                                         |
| 2020           | Turn Back Time Do You Dance?                                                 | — | — | — | UK— SilberUK | — | Erstveröffentlichung: 20. November 2020 Verkäufe: 200.000; mit Sonny Fodera                              |
| 2021           | New Love –                                                                   | — | — | — | UK65 (3 Wo.)UK | — | Erstveröffentlichung: 21. Januar 2021 als Silk City feat. Ellie Goulding                                 |
| 2021           | Conga Rock Do You Dance?                                                     | — | — | — | — | — | Erstveröffentlichung: 11. März 2021 mit Mat.Joe                                                          |
| 2022           | Don’t Forget My Love Diplo                                                   | — | — | — | UK30 Gold · (27 Wo.)UK | US— GoldUS | Erstveröffentlichung: 11. Februar 2022 Verkäufe: 900.000; feat. Miguel                                   |
| 2022           | Tupelo Shuffle Elvis O.S.T.                                                  | — | — | — | — | — | Erstveröffentlichung: 5. Juni 2022 mit Swae Lee                                                          |
| 2023           | Use Me (Brutal Hearts) Diplo Presents Thomas Wesley, Chapter 2: Swamp Savant | — | — | — | — | — | Erstveröffentlichung: 14. April 2023 mit Sturgill Simpson & Dove Cameron                                 |
| 2023           | Without You Diplo Presents Thomas Wesley, Chapter 2: Swamp Savant            | — | — | — | — | — | Erstveröffentlichung: 23. Juni 2023 feat. Elle King                                                      |
| 2023           | Heartbroken Diplo Presents Thomas Wesley, Chapter 2: Swamp Savant            | — | — | — | — | US64 Platin · (5 Wo.)US | Erstveröffentlichung: 21. Juli 2023 Verkäufe: 1.015.000; feat. Polo G & Jessie Murph                     |
| 2023           | Stay High –                                                                  | — | — | — | — | — | Erstveröffentlichung: 24. November 2023 mit Hugel feat. Julia Church                                     |
| 2023           | 42 –                                                                         | — | — | — | — | — | Erstveröffentlichung: 8. Dezember 2023 mit Maren Morris                                                  |
| 2024           | Ultraman Ultraman: Rising O.S.T.                                             | — | — | — | — | — | Erstveröffentlichung: 14. Juni 2024 mit Oliver Tree                                                      |
| 2024           | Forever –                                                                    | — | — | — | — | — | Erstveröffentlichung: 20. September 2024 Verkäufe: 5.000; mit Hugel feat. Malou & Yuna                   |

### Als Gastmusiker
| Jahr      | Titel Album                       | Höchstplatzierung, Gesamtwochen, AuszeichnungChartplatzierungen (Jahr, Titel, Album, Platzierungen, Wochen, Auszeichnungen, Anmerkungen) | Höchstplatzierung, Gesamtwochen, AuszeichnungChartplatzierungen (Jahr, Titel, Album, Platzierungen, Wochen, Auszeichnungen, Anmerkungen) | Höchstplatzierung, Gesamtwochen, AuszeichnungChartplatzierungen (Jahr, Titel, Album, Platzierungen, Wochen, Auszeichnungen, Anmerkungen) | Höchstplatzierung, Gesamtwochen, AuszeichnungChartplatzierungen (Jahr, Titel, Album, Platzierungen, Wochen, Auszeichnungen, Anmerkungen) | Höchstplatzierung, Gesamtwochen, AuszeichnungChartplatzierungen (Jahr, Titel, Album, Platzierungen, Wochen, Auszeichnungen, Anmerkungen) | Anmerkungen                                                                                       |
| Jahr      | Titel Album                       | DE | AT | CH | UK | US | Anmerkungen                                                                                       |
| --------- | --------------------------------- | --- | --- | --- | --- | --- | ------------------------------------------------------------------------------------------------- |
| als Diplo |                                   | | | | | |                                                                                                   |
|           |                                   | | | | | |                                                                                                   |
| 2018      | Color Blind Total Xanarchy        | — | — | — | — | US— GoldUS | Erstveröffentlichung: 23. März 2018 Verkäufe: 605.000; Lil Xan feat. Diplo                        |
| 2018      | Sun in Our Eyes Forever Neverland | — | — | — | — | — | Erstveröffentlichung: 13. Juli 2018 Verkäufe: 35.000; MØ feat. Diplo                              |
| 2018      | Close to Me Brightest Blue        | DE44 (11 Wo.)DE | AT32 (13 Wo.)AT | CH52 (13 Wo.)CH | UK17 Platin · (16 Wo.)UK | US24 ×2Doppelplatin · (25 Wo.)US | Erstveröffentlichung: 24. Oktober 2018 Verkäufe: 3.275.000; Ellie Goulding feat. Diplo & Swae Lee |
| 2021      | Hollywood Famoso                  | — | — | — | — | — | Erstveröffentlichung: 2. April 2021 Verkäufe: + 200.000; Sfera Ebbasta feat. Diplo                |
| 2024      | Midnight Ride Stampede            | — | — | — | — | — | Erstveröffentlichung: 7. Juni 2024 Orville Peck feat. Kylie Minogue & Diplo                       |

## Autorenbeteiligungen und Produktionen
Wesley Pentz als Autor und Produzent in den Charts

| Jahr | Titel Interpretation                                      | Höchstplatzierung, Gesamtwochen, AuszeichnungChartplatzierungen (Jahr, Titel, Interpretation, Platzierungen, Wochen, Auszeichnungen, Anmerkungen) | Höchstplatzierung, Gesamtwochen, AuszeichnungChartplatzierungen (Jahr, Titel, Interpretation, Platzierungen, Wochen, Auszeichnungen, Anmerkungen) | Höchstplatzierung, Gesamtwochen, AuszeichnungChartplatzierungen (Jahr, Titel, Interpretation, Platzierungen, Wochen, Auszeichnungen, Anmerkungen) | Höchstplatzierung, Gesamtwochen, AuszeichnungChartplatzierungen (Jahr, Titel, Interpretation, Platzierungen, Wochen, Auszeichnungen, Anmerkungen) | Höchstplatzierung, Gesamtwochen, AuszeichnungChartplatzierungen (Jahr, Titel, Interpretation, Platzierungen, Wochen, Auszeichnungen, Anmerkungen) | Anmerkungen                                                    |
| Jahr | Titel Interpretation                                      | DE | AT | CH | UK | US | Anmerkungen                                                    |
| ---- | --------------------------------------------------------- | --- | --- | --- | --- | --- | -------------------------------------------------------------- |
| 2008 | Paper Planes M.I.A.                                       | DE76 (11 Wo.)DE | AT51 (8 Wo.)AT | — | UK19 ×2Doppelplatin · (28 Wo.)UK | US4 ×3Dreifachplatin · (20 Wo.)US | Erstveröffentlichung: 11. Februar 2008 Verkäufe: + 5.005.000   |
| 2011 | Look at Me Now Chris Brown feat. Lil Wayne & Busta Rhymes | — | — | — | UK44 Gold · (9 Wo.)UK | US6 ×8Achtfachplatin · (27 Wo.)US | Erstveröffentlichung: 1. Februar 2011 Verkäufe: + 8.550.000    |
| 2011 | Too Close Alex Clare                                      | DE1 ×3Dreifachgold · (42 Wo.)DE | AT5 Gold · (33 Wo.)AT | CH12 Platin · (39 Wo.)CH | UK4 Platin · (36 Wo.)UK | US7 ×2Doppelplatin · (44 Wo.)US | Erstveröffentlichung: 15. April 2011 Verkäufe: + 3.125.000     |
| 2011 | Beat of My Drum Nicola Roberts                            | — | — | — | UK27 (8 Wo.)UK | — | Erstveröffentlichung: 2. Juni 2011                             |
| 2012 | Climax Usher                                              | — | AT44 (1 Wo.)AT | — | UK4 Silber · (10 Wo.)UK | US17 ×3Dreifachplatin · (20 Wo.)US | Erstveröffentlichung: 22. Februar 2012 Verkäufe: + 3.310.000   |
| 2012 | End of Time Beyoncé                                       | — | — | — | UK39 Silber · (8 Wo.)UK | US— PlatinUS | Erstveröffentlichung: 23. April 2012 Verkäufe: + 3.310.000     |
| 2013 | I Won’t Stop Sevyn Streeter feat. Chris Brown             | — | — | — | — | US30 (20 Wo.)US | Erstveröffentlichung: 4. November 2013                         |
| 2013 | Trampoline Tinie Tempah feat. 2 Chainz                    | — | — | — | UK3 Silber · (11 Wo.)UK | — | Erstveröffentlichung: 5. Juli 2013 Verkäufe: + 3.310.000       |
| 2013 | Elastic Heart Sia                                         | DE29 Platin · (24 Wo.)DE | AT15 (22 Wo.)AT | CH— aCH | UK— a ×2DoppelplatinUK | US17 ×5Fünffachplatin · (30 Wo.)US | Erstveröffentlichung: 30. September 2013 Verkäufe: + 3.310.000 |
| 2013 | Smoke the Weed Snoop Lion feat. Collie Buddz              | DE78 (1 Wo.)DE | — | CH60 (1 Wo.)CH | — | — | Erstveröffentlichung: 23. Dezember 2013                        |
| 2014 | X Chris Brown                                             | — | — | — | — | US98 (1 Wo.)US | Erstveröffentlichung: 12. September 2014                       |
| 2014 | Living for Love Madonna                                   | DE40 (5 Wo.)DE | — | CH49 (3 Wo.)CH | UK26 (4 Wo.)UK | — | Erstveröffentlichung: 20. Dezember 2014 Verkäufe: + 55.000     |
| 2015 | Bitch I’m Madonna Madonna feat. Nicki Minaj               | — | — | — | — | US84 (2 Wo.)US | Erstveröffentlichung: 15. Juni 2015 Verkäufe: + 130.000        |
| 2016 | Hold Up Beyoncé                                           | — | — | — | UK11 Platin · (12 Wo.)UK | US13 ×2Doppelplatin · (14 Wo.)US | Erstveröffentlichung: 12. Mai 2016 Verkäufe: + 2.918.400       |
| 2016 | All Night Beyoncé                                         | — | — | — | UK60 Silber · (2 Wo.)UK | US38 Platin · (2 Wo.)US | Erstveröffentlichung: 6. Dezember 2016 Verkäufe: + 1.335.000   |

Weitere Autorenbeteiligungen und Produktionen
| Jahr           | Titel                                              | Interpretation    | Album                              |
| -------------- | -------------------------------------------------- | ----------------- | ---------------------------------- |
| 2005           |                                                    |                   |                                    |
| Reload It      | Kano                                               | Home Sweet Home   |                                    |
| Bucky Done Gun | M.I.A.                                             | Arular            |                                    |
| 2007           | Breathe                                            | M.I.A.            | Kala                               |
| 2007           | Hussel (feat. Afrikan Boy)                         | M.I.A.            | Kala                               |
| 2007           | XR2                                                | M.I.A.            | Kala                               |
| 2008           | My Superman                                        | Santigold         | Santigold                          |
| 2008           | Starstruck                                         | Santigold         | Santigold                          |
| 2008           | Unstoppable                                        | Santigold         | Santigold                          |
| 2008           | Unstoppable (feat. Lil Wayne & Santigold)          | Drake             | So Far Gone                        |
| 2008           | Something Bigger, Something Better                 | Amanda Blank      | I Love You                         |
| 2008           | Lemme Get Some (feat. Chuck Inglish)               | Amanda Blank      | I Love You                         |
| 2008           | A Love Song (feat. Santigold)                      | Amanda Blank      | I Love You                         |
| 2008           | DJ                                                 | Amanda Blank      | I Love You                         |
| 2008           | Evil Boy (feat. Wanga)                             | Die Antwoord      | $O$                                |
| 2013           | That Tree (feat. Kid Cudi)                         | Snoop Dogg        | More Malice                        |
| 2013           | Dancehall Queen                                    | Robyn             | Body Talk Pt. 1                    |
| 2013           | It Takes a Muscle                                  | M.I.A.            | Maya                               |
| 2013           | Tell Me Why                                        | M.I.A.            | Maya                               |
| 2013           | Criminal Intent                                    | Robyn             | Body Talk Pt. 2                    |
| 2013           | You Can Sell Anything                              | Das Racist        | Sit Down, Man                      |
| 2013           | 뻑이가요 (Knock Out)                               | G-Dragon & T.O.P. | GD & TOP                           |
| 2011           | Motivation (Diplo Remix)                           | Kelly Rowland     | Here I Am                          |
| 2011           | Two Shots                                          | Lil Wayne         | Tha Carter IV                      |
| 2011           | Happy Rappy                                        | Das Racist        | Relax                              |
| 2011           | Slight Work (feat. Big Sean)                       | Wale              | Ambition                           |
| 2011           | Animal (feat. Fefe Dobson)                         | Yelawolf          | Radioactive                        |
| 2012           | Pirate in the Water                                | Santigold         | Master of My Make-Believe          |
| 2012           | Look at These Hoes                                 | Santigold         | Master of My Make-Believe          |
| 2012           | Lies                                               | Electra Heart     | Marina and the Diamonds            |
| 2012           | Wobble                                             | Travis Porter     | From Day 1                         |
| 2012           | 2nd Round                                          | Usher             | Looking 4 Myself                   |
| 2012           | Thought of You                                     | Justin Bieber     | Believe                            |
| 2012           | Fuck Up the Fun                                    | Azealia Banks     | Fantasea                           |
| 2012           | Hello, Hi, Goodbye                                 | Rita Ora          | Ora                                |
| 2012           | Crazy Girl                                         | Rita Ora          | Ora                                |
| 2012           | Twerkin!!! (feat. Diplo & Sissy Nobby)             | Kreayshawn        | Somethin’ ’Bout Kreay              |
| 2012           | Yo El’ Ray                                         | Iggy Azalea       | TrapGold                           |
| 2012           | Down South                                         | Iggy Azalea       | TrapGold                           |
| 2012           | Demons                                             | Iggy Azalea       | TrapGold                           |
| 2012           | Slo.                                               | Iggy Azalea       | TrapGold                           |
| 2012           | 1 800 BONE                                         | Iggy Azalea       | TrapGold                           |
| 2012           | Money Make Her Smile                               | Bruno Mars        | Unorthodox Jukebox                 |
| 2012           | Light as a Feather (feat. Iggy Azalea)             | Katy B            | Danger EP                          |
| 2012           | The One Eyed Kitten Song (feat. Travis Porter)     | Wale              | Folarin                            |
| 2012           | Cold War                                           | Marsha Ambrosius  | Late Nights & Early Mornings       |
| 2012           | Gringo                                             | Banda Uó          | Motel                              |
| 2013           | Go Missin’                                         | Usher             | Go Missin’                         |
| 2013           | One on One Fun                                     | Tamar Braxton     | Love and War                       |
| 2013           | Gangnam Style (Diplo Remix; feat. 2 Chainz & Tyga) | PSY               | Gangnam Style Remix Style          |
| 2013           | Lay It Down (feat. Nicki Minaj & Cory Gunz)        | Lil Wayne         | I Am Not a Human Being II          |
| 2013           | Goosebumps                                         | Mac Miller        | Watching Movies with the Sound Off |
| 2013           | Shape (feat. Big Sean)                             | Tinie Tempah      | Demonstration                      |
| 2013           | 쿠데타 (Coup d’Etat)                               | G-Dragon          | Coup d’Etat                        |
| 2013           | Passenger                                          | Britney Spears    | Britney Jean                       |
| 2013           | Memphis (feat. Big Sean)                           | Justin Bieber     | Journals                           |
| 2013           | Top of the World (feat. Big Sean)                  | Mike Posner       | Pages                              |
| 2014           | Sweet Talker                                       | Jessie J          | Sweet Talker                       |
| 2014           | XXX 88 (feat. Diplo)                               | Mø                | No Mythologies to Follow           |
| 2015           | Living for Love                                    | Madonna           | Rebel Heart                        |
| 2015           | Unapologetic Bitch                                 | Madonna           | Rebel Heart                        |
| 2015           | Bitch I’m Madonna (feat. Nicki Minaj)              | Madonna           | Rebel Heart                        |
| 2015           | Hold Tight                                         | Madonna           | Rebel Heart                        |
| 2015           | Best Night                                         | Madonna           | Rebel Heart                        |
| 2015           | Veni Vidi Vici (feat. Nas)                         | Madonna           | Rebel Heart                        |
| 2015           | Auto Tune Baby                                     | Madonna           | Rebel Heart                        |
| 2015           | 27 Club                                            | Ivy Levan         | No Good                            |
| 2015           | Kamikaze                                           | MØ                | Kamikaze                           |
| 2016           | Bird Song (Diplo Version)                          | M.I.A.            | AIM                                |
| 2016           | Craig David                                        | 16                | Following My Intuition             |
| 2016           | Fais-moi rêver                                     | Black M           | Éternel insatisfait                |
| 2016           | Nothing Without You                                | The Weeknd        | Starboy                            |
| 2017           | Então Vai                                          | Pabllo Vittar     | Vai Passar Mal                     |
| 2017           | Looking for a Star                                 | XXXTentacion      | Revenge                            |
| 2017           | Help Me Out (feat. Julia Michaels)                 | Maroon 5          | Red Pill Blues                     |
| 2018           | Right to Be                                        | Turnstile         | Time & Space                       |

## Sonderveröffentlichungen
Remixe
| - 2005: Disco D – Lets Hug It Out Bitch - 2005: Edu K – Popozuda Rock n’ Roll - 2005: Gwen Stefani – Hollaback Girl (Hollatronix Remix) - 2005: Kanye West – Gold Digger - 2005: Spank Rock – Put That Pussy On Me (Diplo Tonite Remix) - 2005: Three 6 Mafia – Stay Fly (Mad Decent Remix) - 2005: Biz Markie – Vapors - 2005: Walter Wanderley – Popcorn - 2006: Beck – Wish Coin (Go it Alone) - 2006: Bloc Party – Helicopter - 2006: Clipse – Queen Bitch - 2006: CSS – Let’s Make Love and Listen to Death From Above - 2006: Daedelus – Sundown - 2006: Hot Chip – Over And Over (Shake It Over And Over) - 2006: Justin Timberlake – My Love - 2006: The Beatles – Twist and Shout (Diplo B’more Edit) - 2006: Yeah Yeah Yeahs – Gold Lion - 2007: M.I.A. – Birdflu - 2007: Claude VonStroke – The Whistler - 2007: Daft Punk – Harder, Better, Faster, Stronger (Diplo’s Work Is Never Over) - 2007: Peter Bjorn and John – Young Folks (Diplo’s Drums of Death Remix) - 2007: Znobia – Tchilo - 2007: Bart Simpson – Do the Bartman (Bartman So So Krispy Remix) - 2007: The Decemberists – The Perfect Crime No. 2 (Doing Time Remix) - 2007: Bloc Party – Where Is Home? - 2007: Black Lips – Veni Vidi Vici - 2007: Hot Chip – Shake a Fist - 2007: Dark Meat – Unsuccessful Space Jam - 2008: Sunny Day Sets Fire – Brainless (Mad Decent Remix) - 2008: Spoon – Don’t You Evah - 2008: Kanye West – Flashing Lights - 2008: The Black Ghosts – Repetition Kills You - 2008: Marlena Shaw – California Soul - 2008: Radiohead – Reckoner - 2008: Telepathe – Chrome’s On It (Mad Decent Remix) - 2008: PRGz – Bama Gettin Money - 2008: Journey to the West – Monkey Bee - 2009: Private – My Secret Lover (Diplo Remix) - 2009: Britney Spears – Circus (Diplo Circus Remix) - 2009: Britney Spears – Circus (Diplo Alt Clown Mix) - 2009: Bassnectar – Art of Revolution - 2009: The Dead Weather – Treat Me Like Your Mother | - 2009: As Tall as Lions – Circles - 2009: Feist – I Feel It All - 2009: Brazilian Girls – Good Time - 2010: Proxy – 8000 - 2010: Sia – Clap Your Hands - 2010: Madonna – Hung Up - 2010: Diplo – Summer’s Gonna Hurt You - 2010: I Blame Coco feat. Robyn – Caesar - 2010: Maroon 5 – Misery (Diplo Put Me Out Of My Misery Mix) - 2010: La Roux – Bulletproof (mit Bot Remix) - 2010: Deerhunter – Helicopter (mit Lunice mix) - 2010: Sunday Girl – Four Floors - 2010: Linkin Park – When They Come For Me - 2010: Robyn – Dancehall Queen feat. Spoek Mathambo (mit Stenchman) - 2011: Sleigh Bells – Tell ’Em - 2011: The Streets – Going Through Hell - 2011: Travis Barker – Can a Drummer Get Some? - 2011: Mavado – Delilah - 2011: Ceci Bastida – Have You Heard? - 2011: The Wombats – Techno Fan - 2011: Tiësto vs. Diplo feat. Busta Rhymes – C’Mon (Catch ’Em By Surprise) - 2011: The Bloody Beetroots – Church of Noise - 2011: Julianna Barwick – Vow (mit Lunice) - 2011: Star Slinger feat. Reggie B – Dumbin’ - 2012: FKi feat. Iggy Azalea – I Think She Ready - 2012: Usher – Climax (Diplo Bouncier Climactic Remix) - 2012: Usher – Climax (mit Flosstradamus) - 2012: Katy B – Witches’ Brew - 2012: Sleigh Bells – Demons - 2012: Calvin Harris feat. Florence Welch – Sweet Nothing (mit Grandtheft) - 2012: Psy – Gangnam Style (mit 2 Chainz and Tyga) - 2013: Grizzly Bear – Will Calls - 2014: Avicii – You Make Me - 2014: Beyoncé – Drunk in Love - 2014: Calvin Harris – Summer (mit Grandtheft) - 2014: Lorde – Tennis Court (Diplo’s Andre Agassi Reebok Pump Remix) - 2014: Zola Jesus – Go - 2014: CL – MTBD (Mental Breakdown) - 2015: Rihanna – Bitch Better Have My Money (mit Grandtheft) - 2015: Tiësto & KSHMR feat. Vassy – Secrets - 2019: Lil Nas X feat. Billy Ray Cyrus – Old Town Road (US: Gold) |

## Statistik

### Chartauswertung
|                     | DE    | AT    | CH    | UK    | US    |
| ------------------- | ----- | ----- | ----- | ----- | ----- |
| Nummer-eins-Alben   | DE—DE | AT—AT | CH—CH | UK—UK | US—US |
| Top-10-Alben        | DE—DE | AT—AT | CH—CH | UK—UK | US—US |
| Alben in den Charts | DE1DE | AT1AT | CH1CH | UK1UK | US7US |

|                       | DE    | AT    | CH    | UK     | US    |
| --------------------- | ----- | ----- | ----- | ------ | ----- |
| Nummer-eins-Singles   | DE—DE | AT—AT | CH—CH | UK—UK  | US—US |
| Top-10-Singles        | DE—DE | AT—AT | CH—CH | UK6UK  | US1US |
| Singles in den Charts | DE8DE | AT5AT | CH8CH | UK16UK | US7US |

### Auszeichnungen für Musikverkäufe
| Land/RegionAuszeichnungen für Musikverkäufe (Land/Region, Auszeichnungen, Verkäufe, Quellen) | Silber       | Gold       | Platin         | Diamant     | Verkäufe   | Quellen              |
| -------------------------------------------------------------------------------------------- | ------------ | ---------- | -------------- | ----------- | ---------- | -------------------- |
| Australien (ARIA)                                                                            | —            | 5× Gold5   | 27× Platin27   | —           | 2.065.000  | aria.com.au          |
| Belgien (BRMA)                                                                               | —            | 4× Gold4   | Platin1        | —           | 100.000    | ultratop.be          |
| Brasilien (PMB)                                                                              | —            | 2× Gold2   | 9× Platin9     | —           | 540.000    | pro-musicabr.org.br  |
| Dänemark (IFPI)                                                                              | —            | 7× Gold7   | 5× Platin5     | —           | 370.000    | ifpi.dk              |
| Deutschland (BVMI)                                                                           | —            | 3× Gold3   | 4× Platin4     | —           | 1.150.000  | musikindustrie.de    |
| Europa (Impala)                                                                              | 2× Silber2   | —          | —              | —           | (40.000)   | Einzelnachweise      |
| Frankreich (SNEP)                                                                            | —            | 7× Gold7   | 2× Platin2     | Diamant1    | 1.305.066  | snepmusique.com      |
| Italien (FIMI)                                                                               | —            | 4× Gold4   | 10× Platin10   | —           | 745.000    | fimi.it              |
| Kanada (MC)                                                                                  | —            | 6× Gold6   | 38× Platin38   | —           | 3.247.500  | musiccanada.com      |
| Mexiko (AMPROFON)                                                                            | —            | 5× Gold5   | 9× Platin9     | —           | 690.000    | amprofon.com.mx      |
| Neuseeland (RMNZ)                                                                            | —            | 7× Gold7   | 21× Platin21   | —           | 715.000    | radioscope.co.nz NZ2 |
| Norwegen (IFPI)                                                                              | —            | Gold1      | 3× Platin3     | —           | 140.000    | ifpi.no              |
| Österreich (IFPI)                                                                            | —            | 3× Gold3   | Platin1        | —           | 75.000     | ifpi.at              |
| Polen (ZPAV)                                                                                 | —            | 7× Gold7   | 5× Platin5     | —           | 245.000    | olis.pl              |
| Portugal (AFP)                                                                               | —            | Gold1      | —              | —           | 5.000      | Einzelnachweise      |
| Schweden (IFPI)                                                                              | —            | —          | Platin1        | —           | 40.000     | sverigetopplistan.se |
| Schweiz (IFPI)                                                                               | —            | 2× Gold2   | Platin1        | —           | 55.000     | hitparade.ch         |
| Singapur (RIAS)                                                                              | —            | Gold1      | —              | —           | 5.000      | rias.org.sg          |
| Spanien (Promusicae)                                                                         | —            | 5× Gold5   | 4× Platin4     | —           | 330.000    | elportaldemusica.es  |
| Vereinigte Staaten (RIAA)                                                                    | —            | 12× Gold12 | 50× Platin50   | Diamant1    | 54.620.000 | riaa.com             |
| Vereinigtes Königreich (BPI)                                                                 | 10× Silber10 | 4× Gold4   | 12× Platin12   | —           | 11.120.000 | bpi.co.uk            |
| Insgesamt                                                                                    | 12× Silber12 | 86× Gold86 | 203× Platin203 | 2× Diamant2 |            |                      |